# Blokkersdijk
Blokkersdijk is een 100 ha. groot natuurreservaat op de uiterste westrand van de stad Antwerpen in Nationaal Park Scheldevallei. Het reservaat is gelegen tussen de N49 en de Schelde. Aan het westen begint de industriezone van de Antwerpse haven, ten oosten wordt het begrensd door het Sint-Annabos. Aan de overzijde van de N49 liggen Het Rot en Het Vlietbos.
Het reservaat ligt op opgespoten terrein en bestaat uit een groot centraal meer en zijn oevergebieden. Blokkersdijk is een belangrijk watervogelgebied dat Europees beschermd is als Natura 2000-gebied (vogelrichtlijngebied 'De Kuifeend en Blokkersdijk' (BE2300222)/ de Scheldeoevers zijn habitatrichtlijngebied als onderdeel van 'Schelde en Durme-estuarium van de Nederlandse grens tot Gent' (BE2300006)). Het gebied is sinds 1999 een beschermd natuurreservaat. Hoewel het reservaat weinig bekend is, is het na Het Zwin het belangrijkste vogelreservaat in Vlaanderen. Er staan twee vogelkijkhutten.
De Blokkersdijk vormde vroeger de scheiding tussen de Borgerweertpolder en de Melselepolder. De plas ontstond bij de ophoging van de Borgerweertpolder.
Het natuurgebied wordt beheerd door Natuurpunt.
De rust in het gebied wordt bedreigd door de geplande Scheldedijkverhogingen en de werken aan de Oosterweelverbinding die vlak naast het reservaat komt.